# Desiigner
Sidney Royel Selby III (Brooklyn, Nova Iorque, 3 de maio de 1997), mais conhecido pelo seu nome artístico Desiigner, é um rapper, cantor, e compositor norte-americano. Ele ganhou destaque quando o seu single de estreia "Panda" chegou no topo da Billboard Hot 100. Em fevereiro de 2016, o rapper americano Kanye West, anunciou a assinatura do Desiigner para sua gravadora GOOD Music, sob a égide da Def Jam.

## Início de vida
Sidney Royel Selby III nasceu no dia 3 de maio de 1997, no Bedford-Stuyvesant bairro de Brooklyn, Nova Iorque. Ele começou a praticar vocais no coro da escola e na igreja. Aos 14 anos de idade Desiigner foi baleado; isso incentivou-o a embarcar na carreira musical. A família de Desiigner tem origem de Barbados e seu avô, Sidney Selby é um músico de Blues.

## Singles

#### Com outros artistas
| Título                                                                                       | Ano  | Topo nas tabelas musicais | Topo nas tabelas musicais | Topo nas tabelas musicais | Topo nas tabelas musicais | Topo nas tabelas musicais | Topo nas tabelas musicais | Topo nas tabelas musicais | Topo nas tabelas musicais | Topo nas tabelas musicais | Topo nas tabelas musicais | Certificações                                                                                              | Álbum:       |
| Título                                                                                       | Ano  | US                        | US R&B                    | US Rap                    | AUS                       | CAN                       | DEN                       | FRA                       | NZ                        | SWE                       | UK                        | Certificações                                                                                              | Álbum:       |
| -------------------------------------------------------------------------------------------- | ---- | ------------------------- | ------------------------- | ------------------------- | ------------------------- | ------------------------- | ------------------------- | ------------------------- | ------------------------- | ------------------------- | ------------------------- | --- | ------------ |
| "Panda"                                                                                      | 2015 | 1                         | 1                         | 1                         | 7                         | 4                         | 10                        | 19                        | 4                         | 11                        | 7                         | - RIAA: Platina - ARIA: Platina - BPI: Prata - GFL: Platina - IFPI DEN: Ouro - MC: Platina - RMNZ: Platina | New English  |
| "Champions" (com Kanye West, Gucci Mane, Big Sean, 2 Chainz, Travis Scott, Yo Gotti e Quavo) | 2016 | 71                        | 22                        | 15                        | —                         | —                         | —                         | —                         | —                         | —                         | 128                       | | Cruel Winter |